# Upplands runinskrifter ATA5734/59
Upplands runinskrifter ATA5734/59 är ett vikingatida runstensfragment av grå granit vid Skånela kyrka, Skånela socken och Sigtuna kommun. Stenen är ristad på två sidor och finns i en mur vid kyrkan.

## Inskriften
Translitterering av runraden:
§A ... ...ni · stin · -... mun · fala · -... 
§B ...nan · fuþ-... · þan · -...
Normalisering till runsvenska:
§A ... [þe]nna(?) stæin ... mun falla ... 
§B Nann(?)/[frøk]nan(?) fað[ur](?)/føð[iʀ](?) þan/þann ...
Översättning till nusvenska:
§A ...denna(?) sten ... ska falla ... 
§B Nann(?)/modig(?) fader(s)(?) / föder(?) ...